# Mavro Orbini

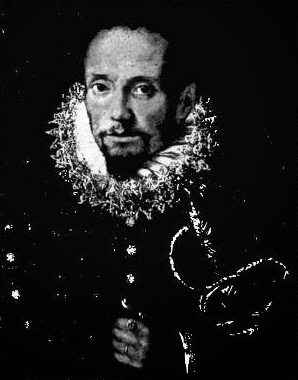
Mavro Orbini

Mavro Orbini, auch Mavar Orbin, (* 1563 in Ragusa, Republik Ragusa; † 1614) war ein ragusanischer Benediktinermönch, dalmatischer Intellektueller und Geschichtsschreiber.

## Leben
Mit 15 Jahren wurde Orbini Benediktinermönch im St. Marien-Kloster auf der Insel Mljet. Er lebte auch im Kloster bei Ston, das zur Republik Ragusa gehörte. 1592 wurde er Prior des St. Andreas-Klosters auf der Insel Rab, 1593 Abt des St.-Michaels-Klosters auf der Insel Šipan. 1597 wurde er vom Papst Clemens VIII. als Abt des Benediktinerklosters Hl. Maria in der Batschka gewählt. Nach vielen Jahren Klosterleben kehrte er zurück nach Ragusa und blieb dort bis zu seinem Tod.

## Werke
1601 wurde sein Buch „Regno de gli Slavi“ in der italienischen Stadt Pesaro herausgegeben. Das Buch war ein erster Versuch, die Geschichte der slawischen Völker chronologisch darzustellen. In seinem Werk zitierte Orbini viele antike und mittelalterliche Historiker, deren Schriften bis heute nicht erhalten geblieben sind.
Regno de gli Slavi wurde 1603 von der Katholischen Kirche verboten, da es auf Quellen basierte, die als „häretische“ Texte verbannt wurden.
Das Buch diente lange Zeit als eine wichtige Quelle für die Geschichte verschiedener südslawischer Ethnien wie Kroaten, Slowenen, Serben, Bosniaken und Bulgaren. Heutzutage gilt es als unkritisch geschrieben und viele Wissenschaftler betrachten es nicht als verlässliche historische Quelle.
Orbinis aus den verfügbaren Chroniken und oral tradierter Erzählung in Langversen der Bugarštice und zehnsilbiger serbischer Volksepik kompilierte Beschreibung der Schlacht auf dem Amselfeld war direktes Vorbild der anonymen Prosadichtung Legende vom Amselfeld, die in einem Zeitraum von 150 Jahren sich in zahlreichen Nachdrucken und Varianten über die gesamte Balkanhalbinsel verbreitete.
Andere Werke von Orbini sind De Ultimo Fine Humanæ Vitæ Vel Summo Bono, geschrieben vor 1590, und Zrcalo Duhovno, 1595.